# Ixodes anatis
Ixodes anatis är en fästingart som beskrevs av Charles Chilton 1904. Ixodes anatis ingår i släktet Ixodes och familjen hårda fästingar. Inga underarter finns listade i Catalogue of Life.